# Râul Neris
Râul Neris (în lituaniană Neris; în poloneză Wilia; în belarusă Вілія) este un fluviu cu o lungime de 510 km care se varsă în Neman și este situat în Belarus și Lituania.

## Afluenți
- Vilnia, Šventoji, Lokys, Lietava, Žeimena, Vokė, Musė, Ašmena.